# Masjed-Soleyman
Masjed-Soleyman (tiếng Ba Tư: مسجد سلیمان, còn được gọi là Masjid-I-Sulaiman, trong MIS ngắn gọn trong ngành công nghiệp dầu khí) là một thành phố ở tỉnh Khuzestan ở tây nam Iran. Các giếng dầu hiện đại đầu tiên của Trung Đông được phát hiện và khoan trong khu vực này. Thành phố có dân cư chủ yếu là người Lur Bakhtiari và có dân số ước tính 127.634 người vào năm 2005.
Tên của thành phố được giả định là có nguồn gốc từ một niềm tin của người dân địa phương gọi những tàn tích của một cung điện Achaemenid là Irsoleyman, có nghĩa là "Nhà thờ Hồi giáo của Solomon".
Khu định cư chính của thành phố được hình thành khoảng 100 năm trước đây là kết quả của phát triển ngành công nghiệp dầu mỏ ở Trung Đông khi các cuộc đàm phán đầu tiên về việc thành lập Công ty dầu khí Anh-Bakhtiari đã tiến giữa William D'Arcy Knox và đại diện lãnh đạo Bộ lạc Bakhtiari (Khans).
Năm 1908 giếng dầu đầu tiên ở Trung Đông đã được khoan tại khu vực của Dare khersoon (thung lũng của những con gấu) ở trung tâm của thành phố này, vì vậy nhân dịp kỷ niệm năm thứ 100 của khoan dầu ở Trung Đông được tổ chức vào năm 2008 ở thành phố này.

## Khí hậu
| Dữ liệu khí hậu của Masjed Soleyman 320m (1985–2010) | Dữ liệu khí hậu của Masjed Soleyman 320m (1985–2010) | Dữ liệu khí hậu của Masjed Soleyman 320m (1985–2010) | Dữ liệu khí hậu của Masjed Soleyman 320m (1985–2010) | Dữ liệu khí hậu của Masjed Soleyman 320m (1985–2010) | Dữ liệu khí hậu của Masjed Soleyman 320m (1985–2010) | Dữ liệu khí hậu của Masjed Soleyman 320m (1985–2010) | Dữ liệu khí hậu của Masjed Soleyman 320m (1985–2010) | Dữ liệu khí hậu của Masjed Soleyman 320m (1985–2010) | Dữ liệu khí hậu của Masjed Soleyman 320m (1985–2010) | Dữ liệu khí hậu của Masjed Soleyman 320m (1985–2010) | Dữ liệu khí hậu của Masjed Soleyman 320m (1985–2010) | Dữ liệu khí hậu của Masjed Soleyman 320m (1985–2010) | Dữ liệu khí hậu của Masjed Soleyman 320m (1985–2010) |
| Tháng                                                | 1                                                    | 2                                                    | 3                                                    | 4                                                    | 5                                                    | 6                                                    | 7                                                    | 8                                                    | 9                                                    | 10                                                   | 11                                                   | 12                                                   | Năm                                                  |
| ---------------------------------------------------- | ---------------------------------------------------- | ---------------------------------------------------- | ---------------------------------------------------- | ---------------------------------------------------- | ---------------------------------------------------- | ---------------------------------------------------- | ---------------------------------------------------- | ---------------------------------------------------- | ---------------------------------------------------- | ---------------------------------------------------- | ---------------------------------------------------- | ---------------------------------------------------- | ---------------------------------------------------- |
| Cao kỉ lục °C (°F)                                   | 25.6 (78.1)                                          | 29.0 (84.2)                                          | 36.6 (97.9)                                          | 41.6 (106.9)                                         | 47.6 (117.7)                                         | 51.2 (124.2)                                         | 51.6 (124.9)                                         | 53 (127)                                             | 48.0 (118.4)                                         | 42.2 (108.0)                                         | 34.2 (93.6)                                          | 30.0 (86.0)                                          | 53 (127)                                             |
| Trung bình ngày tối đa °C (°F)                       | 16.4 (61.5)                                          | 18.8 (65.8)                                          | 23.3 (73.9)                                          | 30.3 (86.5)                                          | 37.8 (100.0)                                         | 43.2 (109.8)                                         | 45.1 (113.2)                                         | 44.8 (112.6)                                         | 40.9 (105.6)                                         | 34.6 (94.3)                                          | 25.4 (77.7)                                          | 18.9 (66.0)                                          | 31.6 (88.9)                                          |
| Trung bình ngày °C (°F)                              | 12.0 (53.6)                                          | 13.8 (56.8)                                          | 17.7 (63.9)                                          | 24.0 (75.2)                                          | 31.0 (87.8)                                          | 35.8 (96.4)                                          | 38.1 (100.6)                                         | 37.7 (99.9)                                          | 33.5 (92.3)                                          | 27.8 (82.0)                                          | 19.7 (67.5)                                          | 14.2 (57.6)                                          | 25.4 (77.7)                                          |
| Tối thiểu trung bình ngày °C (°F)                    | 7.4 (45.3)                                           | 8.7 (47.7)                                           | 12.1 (53.8)                                          | 17.7 (63.9)                                          | 24.2 (75.6)                                          | 28.3 (82.9)                                          | 31.2 (88.2)                                          | 30.6 (87.1)                                          | 26.1 (79.0)                                          | 20.9 (69.6)                                          | 13.9 (57.0)                                          | 9.4 (48.9)                                           | 19.2 (66.6)                                          |
| Thấp kỉ lục °C (°F)                                  | −1.4 (29.5)                                          | −4.4 (24.1)                                          | 1.8 (35.2)                                           | 7.0 (44.6)                                           | 14.4 (57.9)                                          | 22.0 (71.6)                                          | 24.0 (75.2)                                          | 22.0 (71.6)                                          | 20.0 (68.0)                                          | 12.4 (54.3)                                          | 3.4 (38.1)                                           | 0.5 (32.9)                                           | −4.4 (24.1)                                          |
| Lượng Giáng thủy trung bình mm (inches)              | 94.1 (3.70)                                          | 55.7 (2.19)                                          | 71.2 (2.80)                                          | 36.0 (1.42)                                          | 5.1 (0.20)                                           | 0.0 (0.0)                                            | 1.0 (0.04)                                           | 0.8 (0.03)                                           | 0.1 (0.00)                                           | 8.2 (0.32)                                           | 59.4 (2.34)                                          | 104.9 (4.13)                                         | 436.5 (17.19)                                        |
| Số ngày giáng thủy trung bình (≥ 1.0 mm)             | 7.9                                                  | 6.3                                                  | 6.4                                                  | 4.2                                                  | 0.9                                                  | 0.0                                                  | 0.0                                                  | 0.0                                                  | 0.0                                                  | 1.4                                                  | 3.9                                                  | 6.9                                                  | 37.9                                                 |
| Độ ẩm tương đối trung bình (%)                       | 73                                                   | 63                                                   | 52                                                   | 38                                                   | 23                                                   | 16                                                   | 17                                                   | 18                                                   | 20                                                   | 28                                                   | 50                                                   | 69                                                   | 38                                                   |
| Số giờ nắng trung bình tháng                         | 165.6                                                | 170.5                                                | 207.5                                                | 212.5                                                | 268.2                                                | 313.8                                                | 322.4                                                | 332.8                                                | 303.7                                                | 259.5                                                | 198.3                                                | 163.3                                                | 2.918,1                                              |
| Nguồn:                                               |                                                      |                                                      |                                                      |                                                      |                                                      |                                                      |                                                      |                                                      |                                                      |                                                      |                                                      |                                                      |                                                      |